# Бухарест–Беняса
44°30′13″ пн. ш. 26°06′13″ сх. д. / 44.503611111111° пн. ш. 26.103611111111° сх. д.
Міжнародний аеропорт імені Аурела Влайку (IATA: BBU, ICAO: LRBS) (широко відомий як аеропорт Беняса або Аеропорт Бухарест) розташований у районі Беняса, Бухарест, Румунія, на відстані 8,6 км на північ від центру міста. Названий на честь Аурела Влайку, румунського інженера, винахідника, конструктора літаків і пілота, це був єдиний аеропорт Бухареста до 1969 року, коли аеропорт Отопені було відкрито для цивільного використання.
До березня 2012 року, коли його було перетворено на бізнес-аеропорт, аеропорт був другим аеропортом Румунії за обсягом авіасполучення та центром недорогих авіаліній Бухареста.

## Історія

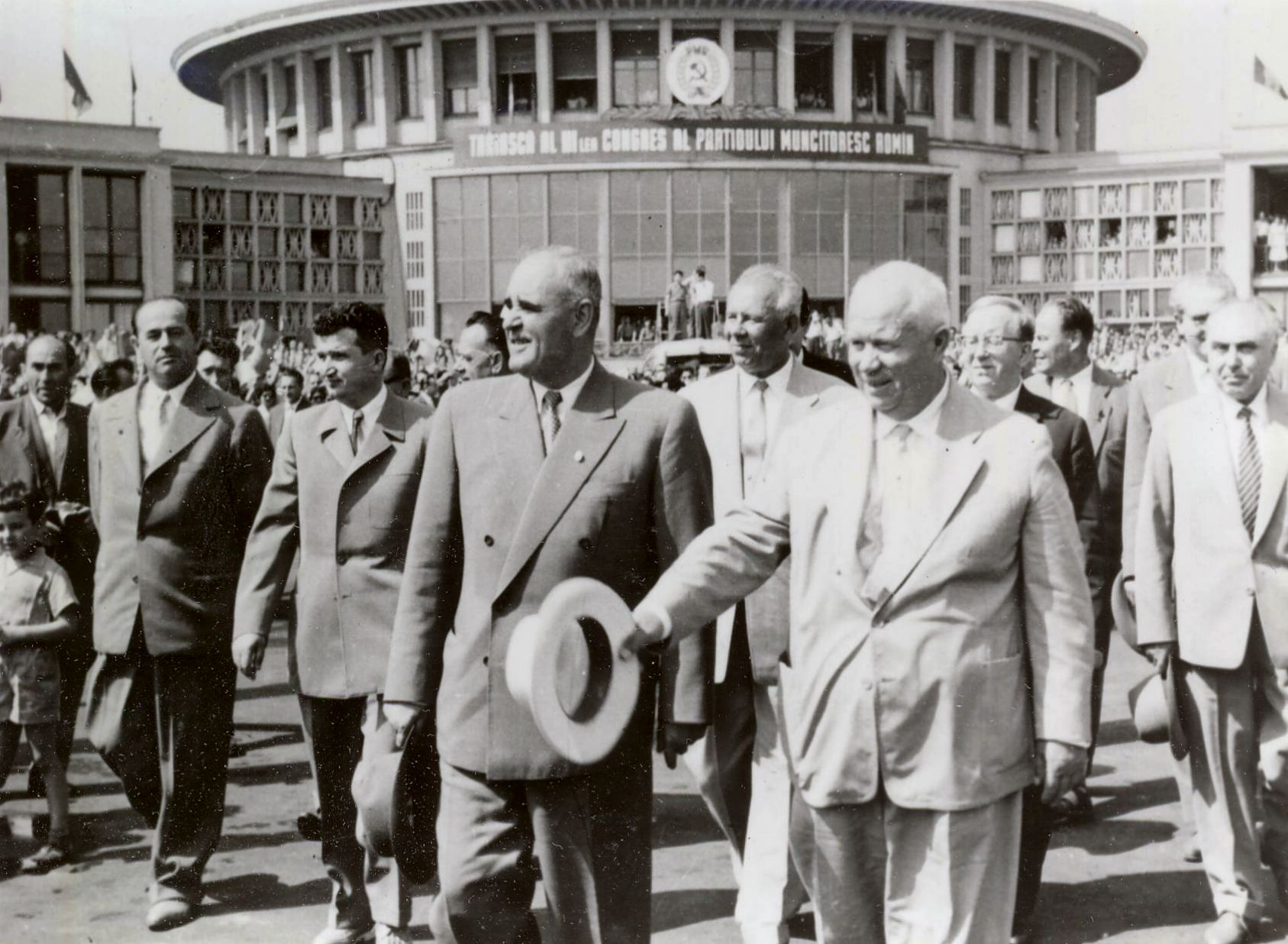
Георге Георгіу-Деж (з Ніколає Чаушеску праворуч) і Микита Хрущов в Бухарестському аеропорту Беняса в червні 1960 року

Перші польоти в районі Беняси відбулися в 1909 році, їх здійснив французький пілот і піонер авіації Луї Блеріо. У 1912 році Георге Валентин Бібеску відкрив одну з перших льотних шкіл у Румунії на аеродромі Беняса. Це робить аеропорт Беняса найстарішим постійно діючим аеропортом у Східній Європі та одним із п'яти найстаріших аеропортів у світі.
У 1922 році в аеропорту була штаб-квартира першої авіаційної компанії в Румунії та однієї з найперших у світі, CFRNA (Французько-румунська аеронавігаційна компанія), попередника румунської національної авіакомпанії TAROM. У 1923 році CFRNA побудувала промислові підприємства для обслуговування літаків у Бенясі. Ці потужності передували аерокосмічній компанії Romaero.
Нинішня будівля терміналу була спроектована в кінці 1940-х років і відкрита в 1952 році. У той час він вважався однією з найкращих архітектурних пам'яток Бухареста. Будівля складається з центрального купола з трьома окремими крилами, який представляє гвинт літака з трьома лопатями.
У комуністичний період (1947—1989) аеропорт Беняса був внутрішнім вузлом TAROM, тоді як аеропорт Отопені використовувався як міжнародний. На початку 2000-х TAROM переніс всю свою діяльність до Отопені.

### «Прихід» недорогих авіаліній 2007 року

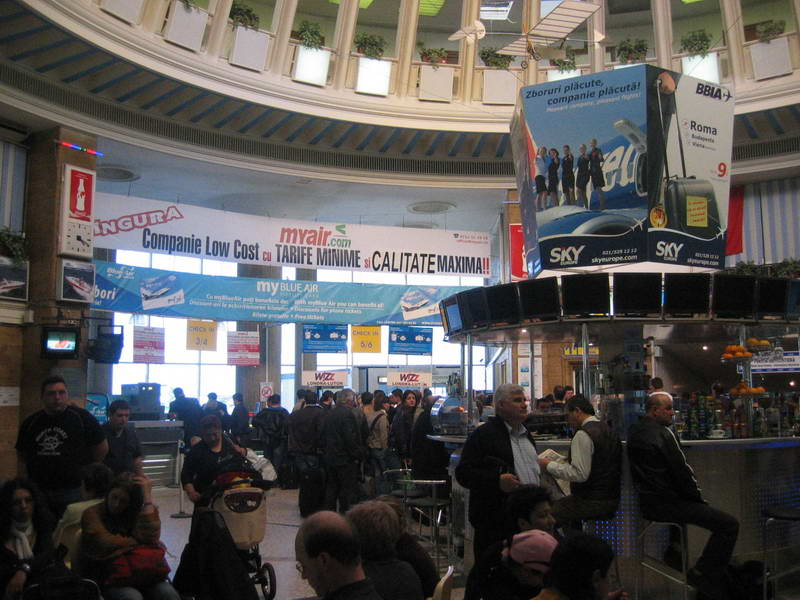
Інтер'єр терміналу 2007 року

Першою бюджетною авіакомпанією в аеропорті стала Blue Air у 2004 році. З січня 2007 року авіакомпанії Wizz Air, EasyJet і Germanwings почали європейські маршрути з Беняси.

### Ремонтні роботи
У 2007 році аеропорт був закритий з 10 травня по 19 серпня на ремонтні роботи. Усі рейси в цей період було перенесено до міжнародного аеропорту Анрі Коанда. Ремонт включав комерційні зони, ресторани, VIP-зал і автостоянку на 300 місць. Також капітально відремонтували злітно-посадкову смугу та системи освітлення. Орієнтовна вартість склала 20 мільйонів євро.

### Перетворення на бізнес-аеропорт
У березні 2012 року Беняса був перекваліфікований у бізнес-аеропорт. Лоу-кост перевезення були переведені до міжнародного аеропорту Анрі Коанда.

### Можливе повторне відкриття
У 2017 і 2018 роках відбулися публічні переговори, організовані керівною компанією, про те, що аеропорт може бути знову відкритий для регулярних рейсів після ремонтних робіт, які можуть бути завершені через два роки.
У червні 2019 року було оголошено, що аеропорт знову відкриється для комерційних рейсів на початку 2020 року .

### Повторне відкриття
1 серпня 2022 року аеропорт було знову відкрито після 10 років реконструкції та до 110-річчя його заснування.

## Термінали
Будівлю було побудовано наприкінці 1940-х років і для обслуговування не більше ніж 600 000 пасажирів на рік і відправлень кожні 25 хвилин. Таким чином, за кілька років до 2012 року, коли аеропорт було закрито для комерційних регулярних рейсів, інфраструктура летовища була надзвичайно малою та переповненою. Будівля не підлягає розширенню через її статус визначної пам'ятки міста та через брак місця в районі аеропорту.

## Авіалінії та напрямки
З 25 березня 2012 року всі комерційні польоти було перенесено до міжнародного аеропорту Анрі Коанда в Отопені. Наразі міжнародний аеропорт імені Аурела Влайку обслуговує лише чартерні рейси та приватні літаки.

## Статистика трафіку
З 20 до 30 пасажирів на місяць у 2001—2002 роках Беняса обслужив 119 000 пасажирів у 2004 році та 2 398 911 у 2011 році. 
Див. джерело запитів Вікіданих та джерела.
| Рік      | Пасажири  | Порівняно з попереднім роком |
| -------- | --------- | ---------------------------- |
| 2005 рік | 380,474   | ▲ 222 %                      |
| 2006 рік | 672 923   | ▲ 76,8 %                     |
| 2007 рік | 968,084   | ▲ 43,8 %                     |
| 2008 рік | 1,724,633 | ▲ 78,1 %                     |
| 2009 рік | 1,974,337 | ▲ 14,4 %                     |
| 2010 рік | 1 881 509 | ▼ 4,7 %                      |
| 2011 рік | 2,398,911 | ▲ 27,5 %                     |
| 2012 рік | 424 016   | ▼ 82,3 %                     |
| 2013 рік | 6,036     | ▼ 98,5 %                     |
| 2014 рік | 4960      | ▼ 17,8 %                     |
| 2015 рік | 12 925    | ▲ 160,5 %                    |
| 2016 рік | 7,226     | ▼ 44,1 %                     |
| 2017 рік | 17 623    | ▲ 143,9 %                    |
| 2018 рік | 5690      | ▼ 67,7 %                     |
| 2019 рік | 25,518    | ▲ 348,5 %                    |
| 2020 рік | 12,329    | ▼ 50,2 %                     |

## Бухарестське міжнародне авіашоу
Аеропорт був місцем проведення Бухарестського міжнародного авіашоу, найбільшого такого роду в Румунії. У 2018 році ця подія відбулася вдесяте, у ній взяли участь 150 літаків на землі та демонстрації в повітрі, а також 100 пілотів і десантників із 13 країн.

## Наземний транспорт
Аеропорт розташований на відстані 8 км на північ від центру Бухареста, і до нього можна дістатися на автобусах STB, аеропортовому експресі та таксі.
Розширення системи метро Бухареста до аеропорту, як лінія метро M6, яка з'єднає її з головним залізничним вокзалом і більшим міжнародним аеропортом Анрі Коанда, було схвалено в червні 2006 року і зараз знаходиться на стадії планування.